# Angela Ottobah
Angela Ottobah (Angela Terrail Ottobah) est une réalisatrice française.

## Biographie
Angela Ottobah a suivi des études de philosophie et d'ethnologie avant d'entreprendre, autodidacte en matière de cinéma, la réalisation de courts métrages.
Son premier long métrage, Paula, « en forme de conte horrifique sur la relation d'emprise d'un père sur sa fille de 11 ans » et pour lequel elle est distinguée par le prix Beaumarchais et la mention spéciale du Prix des scénarios, sort en 2023.

## Filmographie

### Courts métrages
- 2005 : Devant elle
- 2008 : Solange vous parle
- 2008 : Chez moi ou ailleurs
- 2010 : Sur la tête de Bertha Boxcar
- 2014 : Mars

### Long métrage
- 2023 : Paula